# О’Доннел, Калвах
Калбах О’Домнайлл (Калвах О’Доннел) (ум. 1566) — король ирландского королевства Тирконнелл и глава клана О’Доннел в Ольстере (1555—1566), старший сын и преемник Мануса О’Доннела.

## Биография
Сын Мануса О’Доннела (ум. 1564), короля Тирконнелла (1537—1555) и 1-го графа Тирконнелла (1542—1555), от первого брака с Джоан О’Рейли.
В ходе ссоры со своим отцом и сводным братом Хью Калвах обратился за помощью к шотландскому клану Кэмпбеллов. При помощи шотландской артиллерии Калбах свергнул с престола своего отца Мануса и заключил его в тюрьму, а сам стал новым правителем Тирконнелла. Его сводный брат Хью О’Доннел обратился зап помощью к Шейну О’Ниллу, королю Тир Эогайна (Тирона) и вождю соседнего клана О’Нилл. Шейн О’Нилл стремился объединить под своей властью весь Ольстер. В 1557 году Шейн О’Нилл во главе большого войска вторгся в Тирконнелл, стремясь подчинить это королевство своей верховной власти. Шейн расположился лагерем на берегу озера Лох-Суилли. Калвах, по-видимому, действовал по совету своего отца, который был его пленником. Калвах О’Доннел внезапно напал на войско Шейна О’Нилла и нанёс ему поражение.
Калвах О’Доннел был женат на Кэтрин или Джулиане Маклин, дочери Гектора Мора Маклина, 12-го вождя шотландского клана Маклин (1497—1568).
Калвах был признан английским правительством лордом Тирконнелла. Но в 1561 году Калвах и его жена была взяты в плен и похищены Шейном О’Ниллом в францисканском мужском монастыре в Киллидоннелле. Кэтрин Маклин, жена Калваха, ранее была замужем за графом Аргайлом. Она стала любовницей Шейна и родила от него несколько детей. После освобождения Калваха из плена его жена Кэтрин развелась с ним и вышла замуж за Шейна. В течение трёхлетнего плена Калвах подвергался жестоким пыткам и находился в клетке в замке Шейна в Данганноне. В 1564 году Калвах был освобождён из заключения и бежал в Англию, обратившись за помощью к королеве Елизавете Тюдор.
В 1566 году по приказу королевы английский наместник сэр Генри Сидни с войском прибыл в Тирконнелл и восстановил в правах Калваха О’Доннела. Но в том же году Калвах скончался. Так как его сын Конн находился в плену у Шейна О’Нилла, власть в Тирконнелле унаследовал его сводный брат Хью Макманус О’Доннел (1566—1592). Хью О’Доннел, заключив союз с Англией, выступил против правителя Тирона Шейна О’Нилла и в 1567 году разбил его в битве при Фарсетморе, вблизи Леттеркенни. Шейн О’Нилл, потеряв убитыми 1300 человек, бежал к своим врагам Макдоннелам в Антрим, где был предательски убит.

## Потомки
В 1592 году Хью О’Доннел отрёкся от престола в пользу своего старшего сына от второго брака, Хью Руада О’Доннела (1572—1602). Соперником Хью Руада был Нил Гарв О'Доннел (1569—1626), второй сын Конна О’Доннела и внука Калваха О’Доннела. Его старший брат Хью из Рамелтона был отцом Джона О’Доннела, офицера испанской армии, сыном которого был Хью Балдирг О’Доннел (ум. 1704), известный в Испании как граф О’Доннел. Хью Балдирг в чине бригадира командовал ирландским полком в испанской армии. В 1690 году этот офицер приехал в Ирландию, где собрал войско в Ольстере для поддержки короля-католика Якова II Стюарта, но потом перешёл на сторону его противника Вильгельма III Оранского, получив от него пенсию.